# 캠프파이어

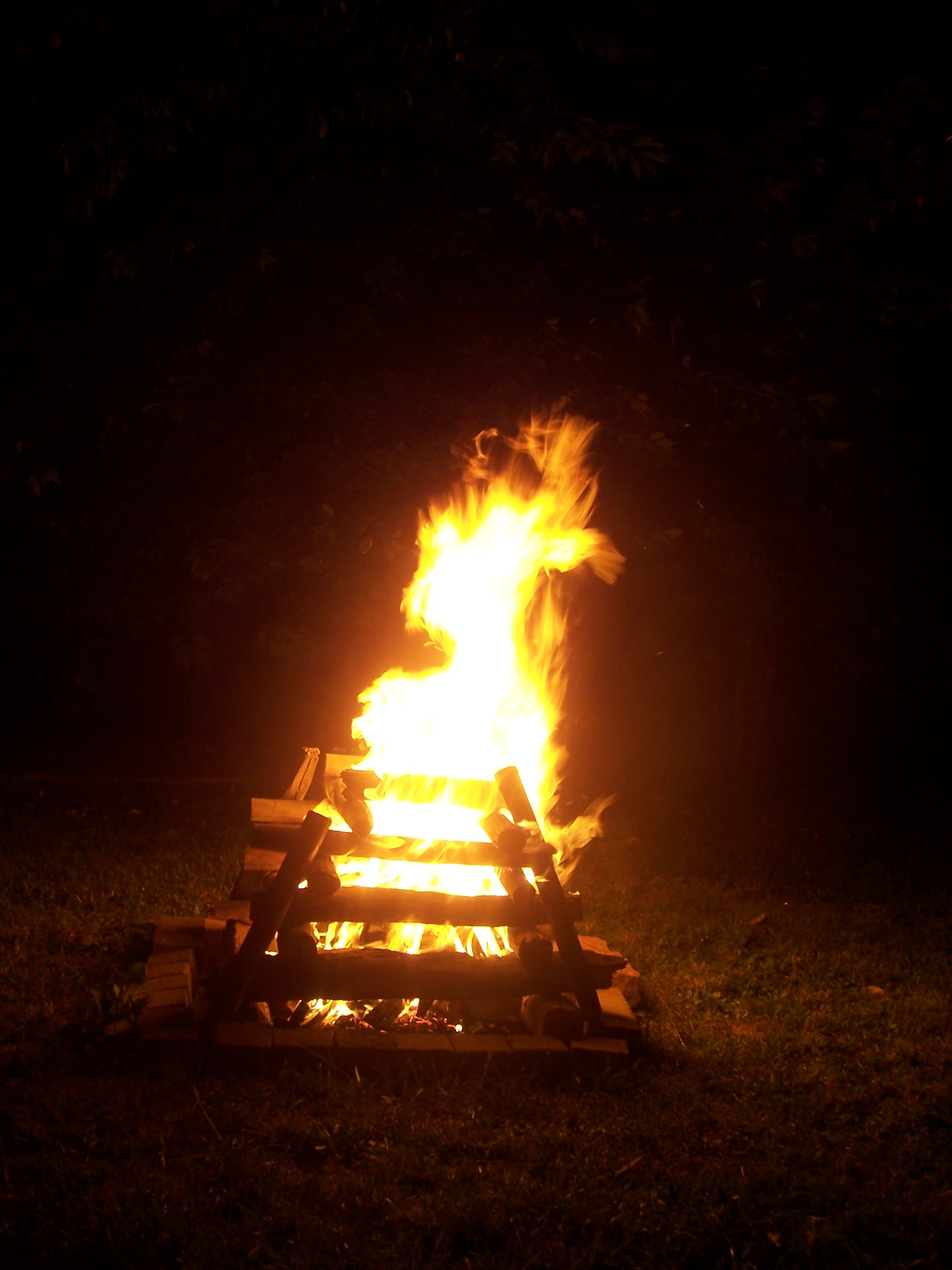
캠프파이어

캠프파이어(campfire), 또는 모닥불놀이는 캠핑하다가 또는 학생들이 수련회나 수학 여행 등을 와서 하는 야외 행사로, 불을 장작에다가 붙인 뒤 여러 행사를 한다.
캠프파이어는 빛과 따뜻함, 그리고 요리를 위한 열을 제공하는 캠프장의 불이다. 또한 신호등 역할을 할 수도 있고 곤충과 포식자를 억제하는 역할도 할 수 있다. 기존 캠프장은 안전을 위해 돌이나 강철 방화 링을 제공하는 경우가 많다. 캠프파이어는 캠핑의 인기 있는 특징이다. 여름 캠프에서 캠프파이어라는 단어는 종종 불이 나는 행사(예식, 모임 등)를 의미한다. 일부 캠프에서는 불 자체를 캠프파이어라고 부른다.

## 역사
남아프리카 스와트크란의 동굴의 불에 탄 영양뼈들의 새로운 분석에 따르면 파란트로푸스 로부스투스와 호모 에렉투스가 1,600,000년 전 즈음에 캠프파이어를 만든 것으로 확인되었다. 칼라하리 사막 가장자리에 있는 원더워크(Wonderwerk) 동굴 내에 있는 증거는 가장 오래된 통제된 불로 알려져 있다. 식물 재와 그을린 뼈 조각을 현미경으로 분석한 결과, 이 동굴의 물질은 약 704°C(1,300°F) 이상으로 가열되지 않았음을 알 수 있다. 이는 불이 풀, 덤불, 나뭇잎을 태웠다는 예비 조사 결과와 일치한다. 이러한 연료 물질은 더 뜨거운 불꽃을 생성하지 않는다. 자료에 따르면 인간은 190만년 전 호모 에렉투스가 처음 등장할 때부터 모닥불로 먹이를 요리하고 있었다.

## 같이 보기
- 야영